# SMS Wolf (1913)

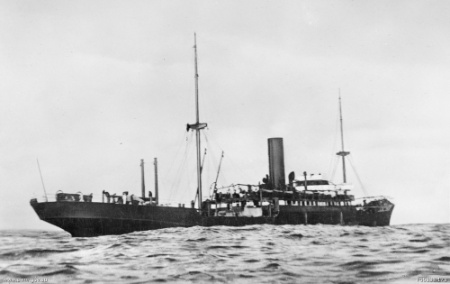
Снимок немецкого вооруженного торгового рейдера SMS Wolf, сделанный неизвестным членом экипажа.

SMS Wolf («Вольф») бывшее грузовое судно Wachtfels) — германский рейдер (вспомогательный крейсер) Германской империи, участник Первой мировой войны. Четвёртый корабль Кайзерлихмарине (имперского флота), в Германии часто его отмечают как Wolf IV, получил своё имя после двух канонерок и другого вспомогательного крейсера, не принимавшего участия в боях.
«Вольф» был вооружён батареей из шести орудий калибра 15 см (5,9 дюймов), тремя скорострельными орудиями SK L/55 калибра 2 дюйма и несколькими малокалиберными орудиями а также четырьмя торпедными аппаратами. Крейсер нёс 450 мин, с целью минирования входов во вражеские порты. «Вольф» поставил несколько минных полей в Индийском океане и у южного побережья Австралии, на которых подорвались несколько кораблей. Командиром корабля был фрегатенкапитан Карл Аугуст Нергер до возвращения корабля в Киль в феврале 1918 года.
«Вольф» не был разработан как скоростное судно, его максимальная скорость составляла 11 узлов (20 км/ч). Он мог поднимать фальшивые трубы и мачты, чтобы изменять свой внешний вид, у него были фальшивые борта, позволяющие скрывать орудия до последнего момента. Радиус действия крейсера 59 тысяч км, благодаря вместительному угольному бункеру в 8 тысяч тонн, крейсер мог идти на скорости 8 узлов, потребляя при этом 35 тонн угля ежедневно.

## Служба

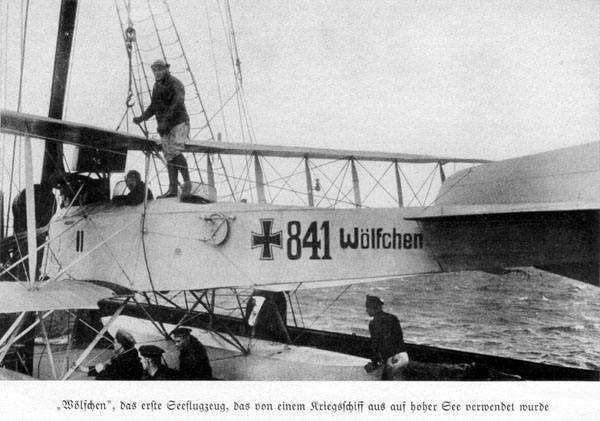
Гидросамолёт «Wölfchen»

30 ноября 1916 года «Вольф» вышел из своего родного порта Киль, на его борту был экипаж в 348 человек. Подлодка U-66 проводила его через пролив Скагеррак в Северную Атлантику. «Вольф» обогнул Шотландию с севера и пошёл на юг вокруг мыса Доброй надежды (где поставил несколько минных полей) в Индийский океан. Крейсер поставил минные поля в заливах у Коломбо и Бомбея, и оттуда отправился в Южную Азию, Австралию и Новую Зеландию.
Располагая гидросамолётом Friedrichshafen FF.33 «Wölfchen» крейсер обнаружил и захватил несколько вражеских кораблей и торговых судов. Погрузив их команды и важные для Германии и себя грузы (в основном уголь а также некоторые металлы в которых испытывала нужду военная промышленность) «Вольф» топил захваченные суда. Всего он уничтожил 35 судов и два военных корабля, общий тоннаж составил примерно 110 тыс. тонн.
После 451-дневного похода «Вольф» 24 февраля 1918 года вернулся в Киль. На его борту находились 467 военнопленных, груз в виде резины, меди, цинка, латуни, копры, какао и других важных материалов. «Вольф» без какой-либо поддержки совершил самый длительный поход среди военных кораблей в ходе Первой мировой войны. Капитан Нергер удостоился высшей германской награды ордена Pour le Mérite.
До конца войны «Вольф» действовал в Балтийском море. После войны он был передан Франции и продан парижской компании Messageries Maritimes, переименован в «Антиной». В 1931 году судно было разделано на металл в Италии.

## Разные факты
На «Вольфе» служил юный Теодор Пливье, будущий известный немецкий писатель. В своём первом романе Des Kaisers Kulis (Кули императора) он описывает своё пребывание на крейсере. По мотивам книга была создана театральная пьеса, запрещённая после прихода нацистов к власти в Германии. В экипаже на должности помощника боцмана (Minenbootsmannsmaat) служил Якоб Кинау, брат германского моряка и писателя Иоганна Кинау, известного под псевдонимом Горх Фок. В своём походном дневнике, опубликованным в 1934 году в гамбургском издательстве Quickborn-Verlag он упоминает о бунте на борту, о котором умалчивается в воспоминаниях других участников похода
В феврале 1918 года компания Bild- und Filmamt (BUFA) выпустила 13-минутный немой фильм "S.M. Hilfskreuzer «Wolf», снятый в Киле. Фильм показывает возвращение «Вольфа» в порт, награждение капитана Нергера орденом Pour le Mérite, различных знаменитостей, посетивших корабль а также изображения пленных, захваченных во время похода. Среди них был секретарь и любовник Сомерсета Моэма Джеральд Хэкстон.

## Результаты
За 15 месяцев похода «Вольф» захватил и утопил 14 судов, общим тоннажем в 38,391 тонн. На минах, выставленных «Вольфом» подорвались 13 судов, общим тоннажом в 75,888 тонн.
| Дата     | Судно                       | Тип            | Принадлежность                                                                         | Тоннаж GRT | Судьба |
| -------- | --------------------------- | -------------- | -------------------------------------------------------------------------------------- | ---------- | --- |
| 27.1.17  | Turritella, ранее Gutenfels | Грузовое судно | Британский (ранее был немецким судном, но был конфискован как вражеская собственность) | 5.528      | введён в строй в качестве вспомогательного минного заградителя Iltis; затоплена экипажем 15.03.1917 года, чтобы избежать захвата                                                                        |
| 1.3.17   | Jumna                       | Грузовое судно | Британский                                                                             | 4,152      | Потоплен |
| 11.3.17  | Wordsworth                  | Грузовое судно | Британский                                                                             | 3,509      | Потоплен |
| 30.3.17  | Dee                         | Парусник       | Британский                                                                             | 1,169      | Потоплен |
| 2.6.17   | Wairuna                     | Грузовое судно | Британский                                                                             | 3,947      | Потоплен |
| 16.6.17  | Winslow                     | Парусник       | Американский                                                                           | 567        | Потоплен |
| 9.7.17   | Beluga                      | Парусник       | Американский                                                                           | 507        | Потоплен |
| 14.7.17  | Encore                      | Парусник       | Американский                                                                           | 651        | Потоплен |
| 6.8.17   | SS Matunga                  | Грузовое судно | Австралийский                                                                          | 1,618      | Потоплен |
| 26.9.17  | Hitachi Maru                | Грузовое судно | Японский                                                                               | 6,557      | Захвачен. Более месяца с него выгружали шелк, медь и уголь, прежде чем 7 ноября 1917 года он был затоплен среди островов Каргадос-Карахос. Японский экипаж и пассажиры стали военнопленными в Германии. |
| 10.11.17 | Igotz Mendi                 | Грузовое судно | Испанский                                                                              | 4,648      | остался в качестве приза; 24 февраля сел на мель у датского побережья, призовая команда и пленники были интернированы в Дании                                                                           |
| 30.11.17 | John H Kirby                | Парусник       | Американский                                                                           | 1,296      | Потоплен |
| 15.12.17 | Marechal Davout             | Парусник       | Французский                                                                            | 2,192      | Потоплен |
| 4.1.18   | Storebror                   | Парусник       | Норвежский                                                                             | 2,050      | Потоплен |

| Дата     | Судно                | Тип            | Принадлежность | Тоннаж GRT | Локация        |
| -------- | -------------------- | -------------- | -------------- | ---------- | -------------- |
| 26.1.17  | Matheran             | Грузовое судно | Британский     | 7,654      | Кейптаун       |
| 12.2.17  | Cilicia              | Грузовое судно | Британский     | 3,750      | Кейптаун       |
| 26.5.17  | Carlos de Eizaguirre | Грузовое судно | Испанский      | 4,350      | Кейптаун       |
| 10.8.17  | City of Exeter       | Грузовое судно | Британский     | 5,604      | Кейптаун       |
| 17.2.17  | Worcestershire       | Грузовое судно | Британский     | 7,175      | Коломбо        |
| 21.2.17  | Perseus              | Грузовое судно | Британский     | 6,728      | Коломбо        |
| 16.6.17  | Unkai Maru           | Грузовое судно | Японский       | 2,143      | Бомбей         |
| 24.6.17  | Mongolia             | Грузовое судно | Британский     | 9,505      | Бомбей         |
| 29.7.17  | Okhla                | Грузовое судно | Британский     | 5,288      | Бомбей         |
| 17.11.17 | Croxteth Hall        | Грузовое судно | Британский     | 5,872      | Бомбей         |
| 26.6.18  | Wimmera              | Грузовое судно | Австралийский  | 3,622      | Новая Зеландия |
| 6.7.17   | Cumberland           | Грузовое судно | Британский     | 9,471      | Австралия      |
| 18.9.17  | Port Kembla          | Грузовое судно | Британский     | 4,700      | Новая Зеландия |

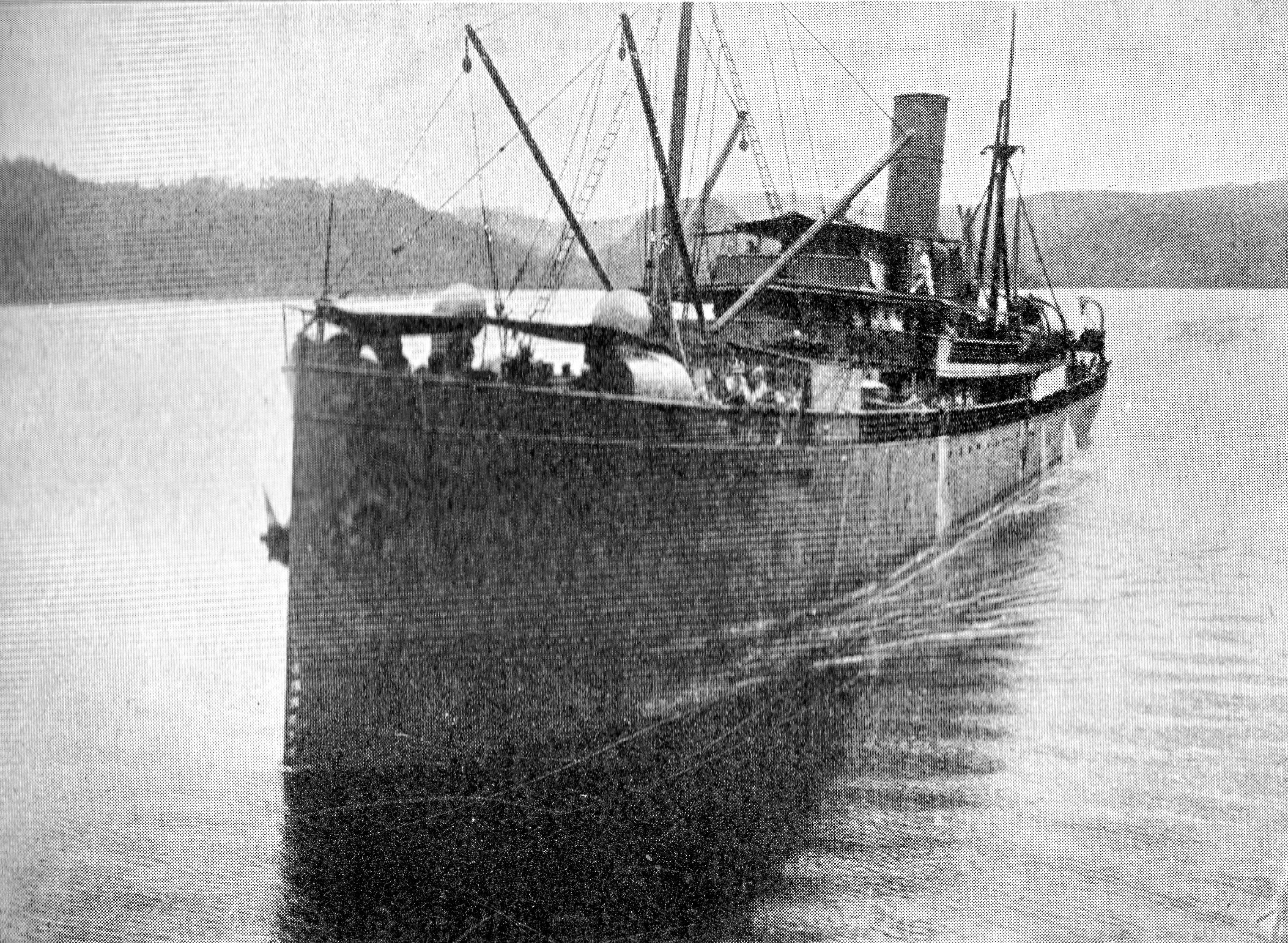
SS Matunga (ex Zweena) in August 1917

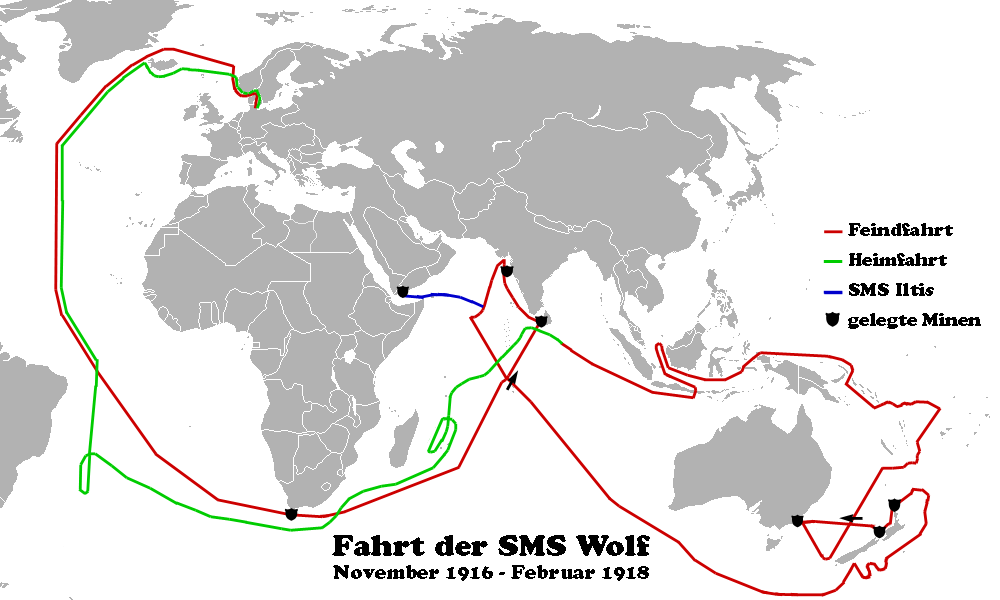
Маршрут рейдера

Наибольшей потерей по числу жертв стал испанский почтовый пароход SS Carlos de Eizaguirre подорвавшийся на мине у мыса Таун на пути из Кадиса к Маниле, он затонул буквально за 4 минуты, погибли 134 человека включая 12 женщин и пять детей, 24 человека спаслось.
В дополнение британский войсковой транспорт HMT Tyndareus 6 февраля 1917 года подорвался на мине «Вольфа» у мыса Таун и серьёзно пострадал, но был спасён благодаря умелым действиям команды.